# 제12회 미국 작가 조합상
제12회 미국 작가 조합상은 1959년 뛰어난 활동을 보인 영화 작가를 기리기 위해 1960년 5월에 열린 시상식이다. Beverly Hilton Hotel에서 개최되었다.

## 수상 및 후보

### 각본상
- 멜빌 샤벨슨 수상
- 안네의 일기 - 프란세스 구드리치 수상
- 뜨거운 것이 좋아 - 빌리 와일더 수상

### 월계수상
- 노먼 크라스너 수상